# 日本移動演劇連盟
日本移動演劇連盟（にほんいどうえんげきれんめい）とはかつて存在した日本の国策演劇団体。

## 概要
1941年6月9日、大政翼賛会大会議室で結成され、委員長には岸田国士（大政翼賛会文化部長）が就任した。食糧や燃料、鉄鋼などの増産に励む労働者、農民、漁民らを励ます目的で、工場、炭鉱、農村・漁村・山村での演劇隊、演芸団の巡回公演が取り組まれた。観客動員数は、1942年は222万人、1943年は298万人、1944年は458万人。戦後、解体された。

## 移動演劇スタイルの受容
運搬可能な舞台装置、小編成のアンサンブルという移動演劇のスタイルは、もともと予算が少なく、大規模な動員力のない軽演劇、大衆演劇やプロレタリア演劇運動の一部のグループ（トランク劇場、東京プロレタリア演芸団、メザマシ隊）などの中で培われてきた。戦争の進行のなかで、当局の弾圧や劇場の閉鎖などが続き、都市の劇場での公演が不可能になると、興行会社や劇団、演劇人は、地方巡業や慰問活動に活路を見出した。

## 経緯
戦争遂行を支援する移動演芸・移動演劇団結成の先駆けとして、1938年1月、日中戦争勃発後の中国大陸に派遣された吉本興業による「わらわし隊」があげられる。本格的な移動演芸・移動演劇団は、文部省の演劇・映画・音楽等改善委員会の活動が取り組まれる1940年になってからで、「東宝移動文化隊」、「松竹移動演劇隊」、「吉本移動演劇隊」結成が進んだ。1941年には、松竹・東宝・吉本などの7つの移動演芸・移動演劇団が加盟。1942年から宇野重吉、信欣三、北林谷栄らの「瑞穂劇団」などが加盟し、その後、文学座、文化座、前進座、井上正夫の井上演劇道場なども参加した。1942年3月には法人化された（社団法人）。最後まで劇団の移動演劇隊への改組に抵抗していた苦楽座、俳優座も、それぞれ「桜隊」、「芙蓉隊」と強制的に改称させられ、移動演劇に移っていった。

## 桜隊の殉難
こうした移動演劇の公演と「劇団疎開」のために、広島市内に駐在していた「桜隊」の9名が1945年8月6日の米軍による広島への原爆投下によって亡くなるという悲劇が起きた。
※「桜隊」、「園井恵子」、「丸山定夫」、「仲みどり」、「高山象三」、「森下彰子」、「池田生二」、「槙村浩吉」、「佐野浅夫」、「多々良純」を参照のこと。

## 移動演劇隊の活動内容

### 文学座の事例
日本移動演劇連盟の委員長となった岸田國士が創立に関わった文学座は、1941年8月8日の川崎市のマツダランプ工場、8月9日の横須賀・海軍病院講堂、8月9日から翌日にかけての川崎市の日本鋼管附属青年学校講堂を手始めに、移動演劇に取り組んでいく。この頃は、チェーホフの翻訳劇なども上演していたが、次第に時局に応じた演目を加えていく。1942年7月の移動演劇の隊長として三津田健を任命する。1943年7月になると、シュプレヒコール「進め一億火の玉だ」といった大政翼賛会肝いりの演目も含まれるようになる。1944年は、傷痍軍人慰問、貯蓄奨励、優良農村感謝激励、決戦食糧配給、特別攻撃隊員出身地慰問、航空機増産奨励といった名目の移動演劇公演が取り組まれた。文学座は、1945年5月から9月まで石川県小松市に疎開し、そこから各地で公演を続けた。

### 前進座の事例
情報局が設置した「移動芸能動員本部」のスケジュール通り、前進座の移動隊は、二班に分かれて地方を巡回した。一班は八幡製鉄所や大阪朝日会館、もう一班は東京近郊を巡回した。1945年から都市の劇場公演を中止して、東北、東海、北陸、長野県下を巡った。

## 移動演劇の戦後
文学座は、1945年9月に疎開先の石川県から東京ら戻ったが、11月11日から11月23日まで日本移動演劇連盟指示下の公演が行われている。なお、文部次官から各地方長官宛に発せられた「公民館の設置運営について」（1946年7月5日 発社第122号）という通達には、「公民館の運営」において緊密に連絡し、協力を受けるべき各種文化団体のひとつとして、「財団法人日本移動演劇連盟」の名前が挙げられているため、敗戦後もしばらく連盟が存在していたことがうかがわれる。
前進座は、敗戦後いち早く日本移動演劇連盟から離れ、疎開も中止して、1945年から翌年にかけて三回の帝劇公演を実現した。1946年11月からかつての移動演劇のように、全国の学校講堂、公会堂、工場を巡回する公演を「青年劇場運動」としてスタートさせた。ここで活躍したのが日本移動演劇連盟で舞台装置の研究に取り組んだ伊藤熹朔の機動性に富んだ装置だった。「青年劇場運動」は、短期間に50万人前後の観客を動員する上演活動として成功をおさめ、これによって前進座は、1948年度の「朝日文化賞」を受賞することになる。

## 関連書籍
- 『短篇劇名作選』 - 「理想の良人」（北村寿夫）、「勇士愛」（岡田禎子）、「雷雨」（上泉秀信）、「美しき村」（小山祐士）、「おふくろ」（北条秀司）、「豚」（中村吉蔵）、「七草旅行」（藤森成吉）、「故郷」（大島万世）、「峠」（坂中正夫）、「棒押し」（亀屋原徳）、「お祖母さんの分数」（田郷虎雄）、「午前二時の板木」（金子洋文）、「勝利の国」（阿木翁助）、「満月」（椿三四郎）を収録　（日本移動演劇聯盟編、協栄出版社、1942年）[6]
- 『移動演劇運動とその反響』-　「移動演劇総論」（村崎敏郎）、「東宝移動文化隊の記録」（松原英次）、「移動演劇巡演記」（金平軍之助）、「松竹国民移動劇団活躍記録」（松竹国民移動劇団）、「籠寅移動演劇隊報告」（高井隆）収録（村崎敏郎編、丹青書房、1943年）[7]
- 『移動演劇の研究』- 「移動演劇運動の理念」（千賀彰）、「外国に於ける移動演劇」（菅原太郎）、「脚本概論」（高岡宣之）、「移動演劇の演出演技」（村松敏郎）、「舞台及び舞台装置」（伊藤熹朔）、「移動演劇の現状と企画」（小川丈夫）収録 -（伊藤熹朔編、日本電報通信社出版部、1943年）[8]
- 『移動演劇図誌』（日本移動演劇聯盟編、写真撮影:植木康次、編集構成:大町糺、芸術学院出版部, 1943年11月）[9]
- 『移動演劇とは』（日本移動演劇聯盟、東京講演会出版部、1943年）[10]
- 菅井幸雄「戦中演劇と日本移動演劇連盟」（雑誌『文学』、岩波書店、1961年8月）[11]
- 壺井栄「四国地方移動演劇視察日記--昭和19年」（芸能学会誌「芸能」、芸能発行所）[12]

## 関連人物・項目
- 織賀邦江 - 移動演劇「瑞穂劇団」所属
- 久松保夫 - 「くろがね隊」所属
- 伊藤雄之助 - 小夜福子組の移動演劇隊所属
- 並木鏡太郎 - 松竹の移動演劇隊の隊長
- 坂東好太郎 - 『報国劇団坂東好太郎一座』として連盟加盟
- 伊藤熹朔 - 同連盟の書籍を執筆・編纂。
- 金子洋文 - 同連盟のために戯曲を書く。
- 吉本興業 - 同連盟加盟の移動隊を組織。
- 前進座 - 同連盟加盟の移動隊を組織。